# 略奪

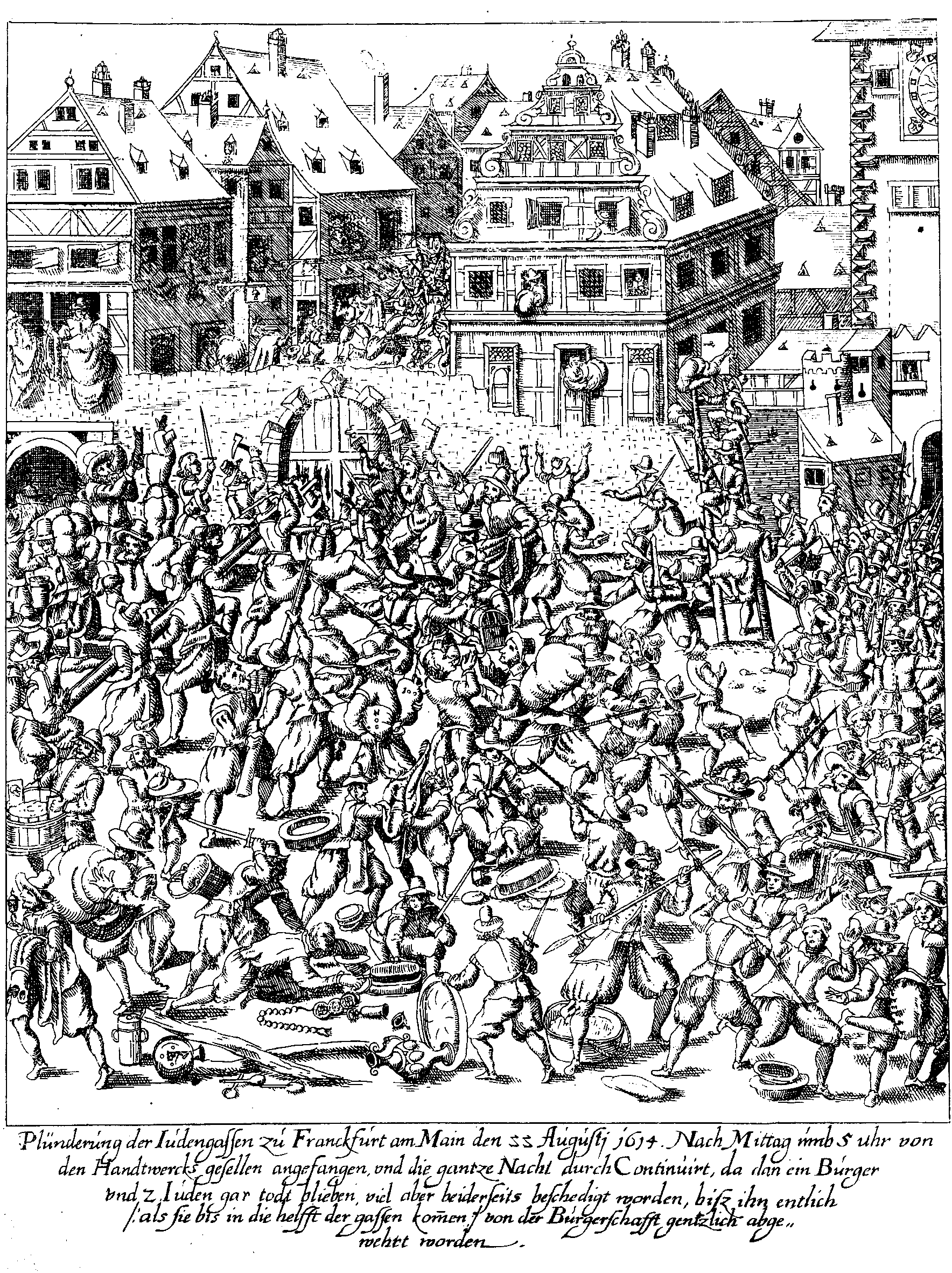
フランクフルト・ゲットーの略奪（1614年8月22日）

略奪（りゃくだつ）とは、戦争、災害に伴う法・治安の機能停止、暴動といった破滅的状況において、また政治的・軍事的勝利の結果として行われる財産の強奪行為。本来の表記は掠奪（読みは「りょうだつ」とも）だが、当用漢字制定後は代字を用いて略奪と表記することが一般化した。

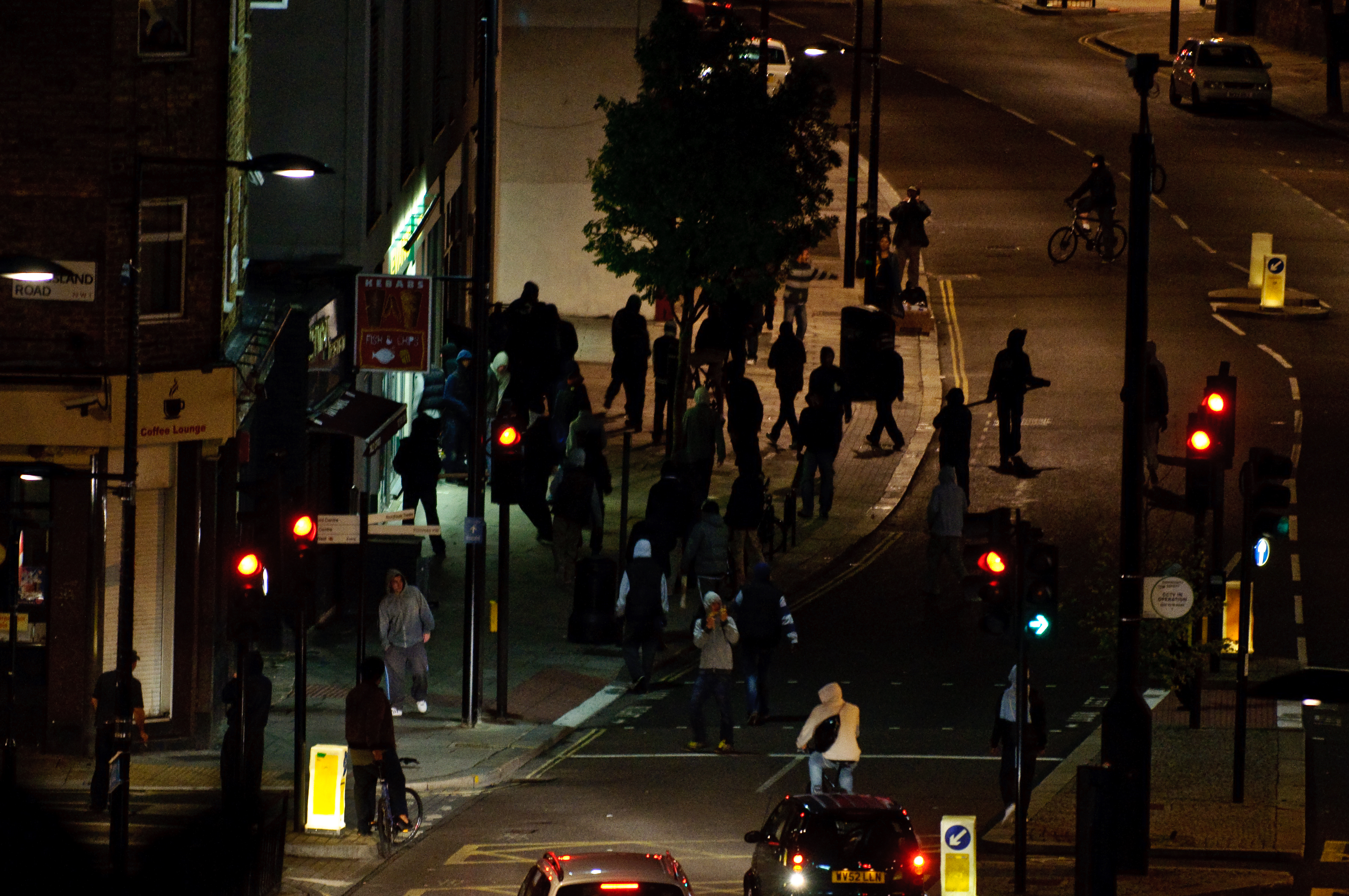
2011年のイギリス暴動の際、ロンドン北部の自転車店を略奪する暴徒

国際法では、戦時の略奪行為は禁じられ、行った者は戦争犯罪に問われる。

## 種類

### 戦争

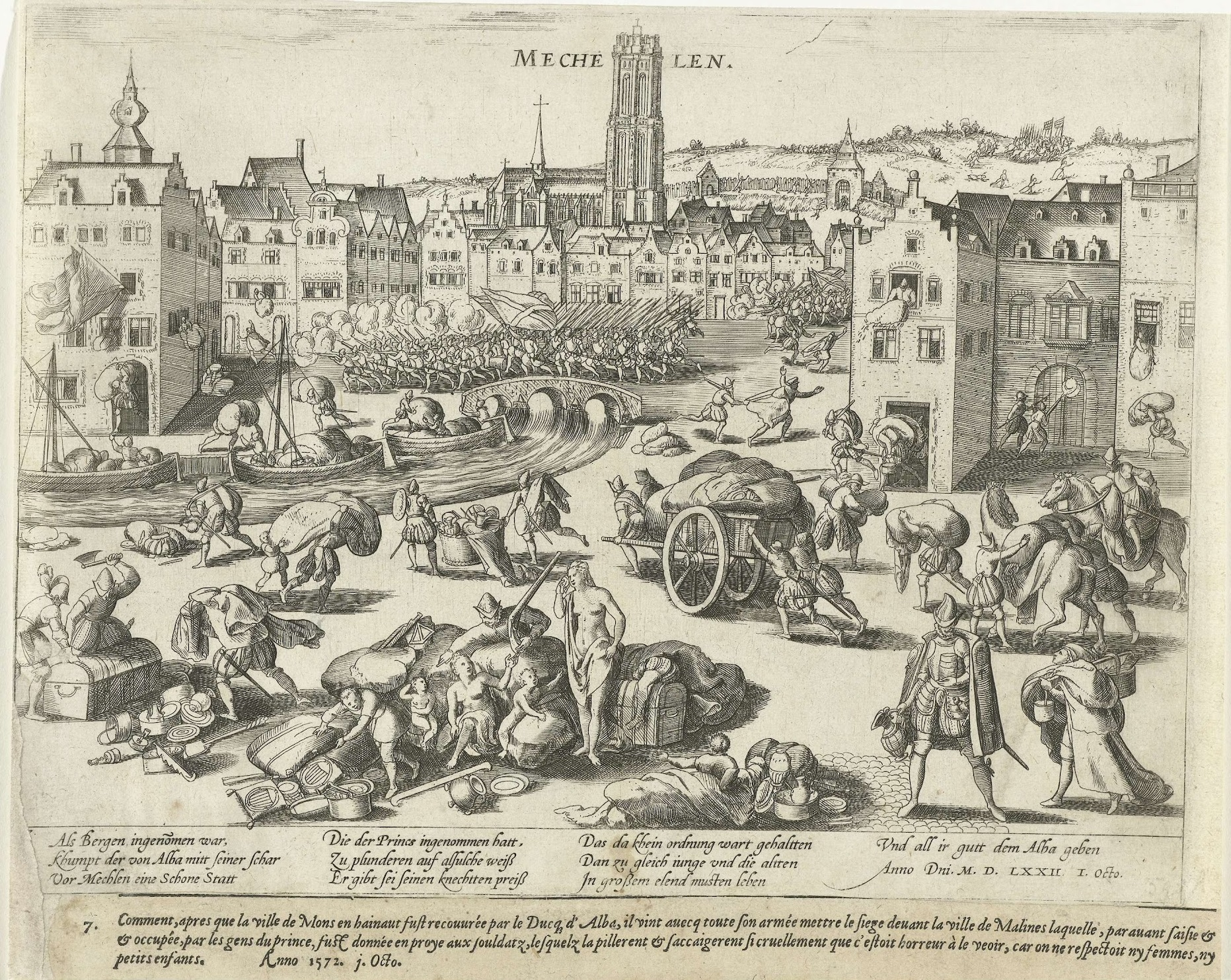
アルバ公率いるスペイン軍によるメヘレン略奪（1572年10月2日）

歴史上、戦争で勝利した軍隊が略奪を行うことは普通だった。歩兵にとっては、略奪は貴重な補給源であり収入源だった。古代ローマでは略奪の延長として凱旋式が行われており、チンギス・ハンのように征服した敵から富を奪うことを最大の幸福とみなした人物も珍しくない。
また孫子は古代では交通網が未発達であることを理由に敵国への略奪で兵糧を賄うべきと称している。
そもそも中世には、降伏勧告に応じず抵抗した都市が、陥落後に3日間の略奪を受けることは、勝者側からの一種の罰だった。
古代には、人間も戦利品として略奪され、奴隷にされることが多かった。女性や子供は、勝者の構成者と結婚させられたり養子にされたりして、勝者の社会に取り込まれることもあった。前近代社会においては、高い価値のわりに持ち運びやすい貴金属がよく略奪された。下層兵士にとっては、戦争中の略奪は分不相応な宝物を手に入れる数少ない手段の一つだった。18世紀以降は、芸術作品も略奪の対象となった。1930年代から第二次世界大戦にかけて、ナチス・ドイツは大規模かつ組織的な美術品の略奪を行った。
一般に規律の緩んだ軍隊は略奪に走りやすい傾向があり、略奪を行った兵は戦利品を運ぶために機動力が落ちたり、戦利品を気にして柔軟性を失ったりするため、軍全体の破滅に結び付くことも珍しくない。一方で、第一次サウード王国のカルバラー占領のように、略奪がその後の勝利につながった例もある。戦時に略奪を行うのは勝者だけではない。1915年にはヴィスワ地方から撤退するロシア軍がこの地を略奪しつつ去った。また2003年のイラク戦争中のイラク国立博物館略奪のように、一般市民が混乱に乗じて略奪を働いたこともある。ロシアの作家レフ・トルストイは、小説『戦争と平和』の中で、ナポレオン1世率いるフランス軍が迫るモスクワで市民による略奪が広まった様を描いている。

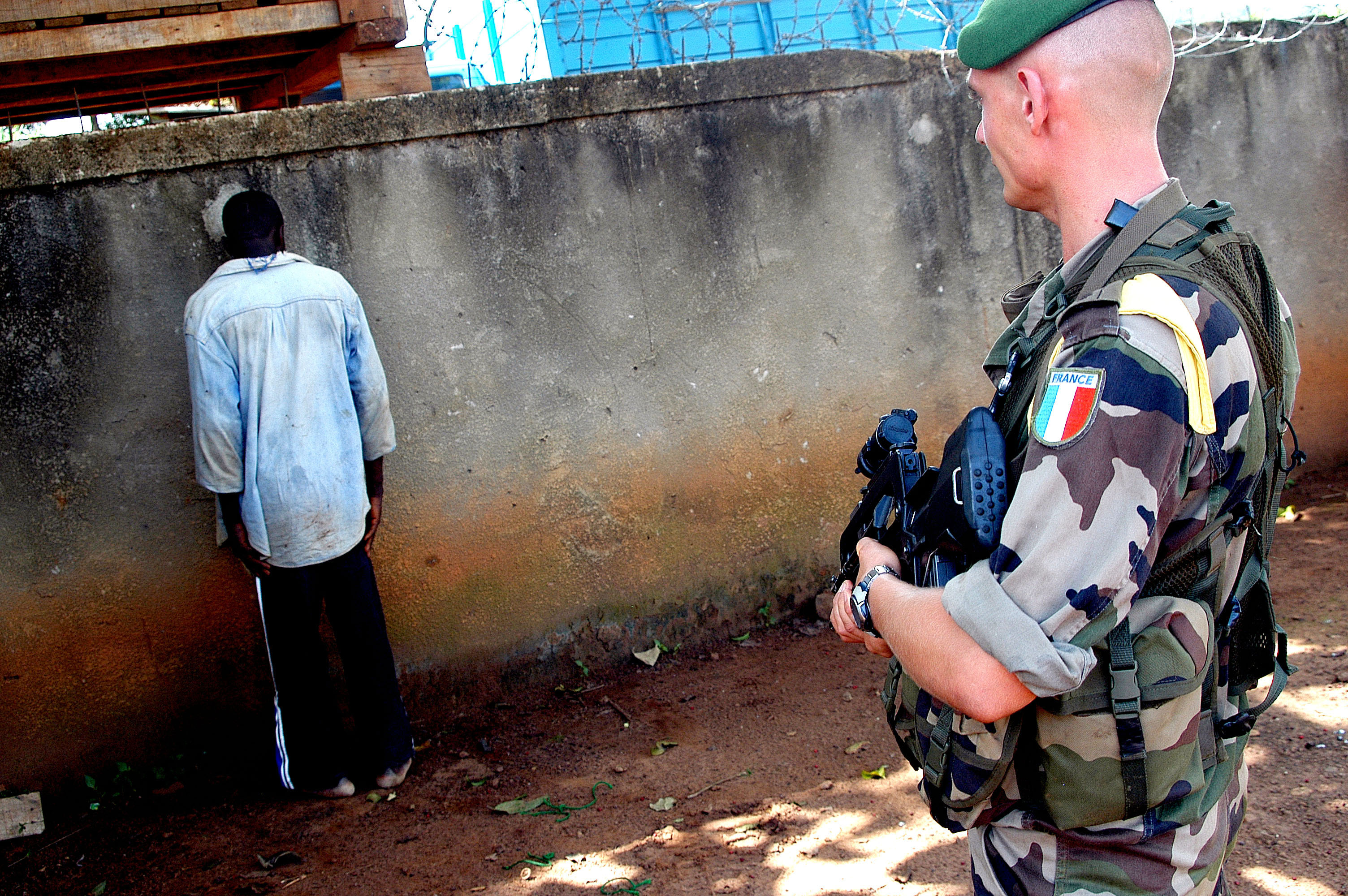
フランス軍に拘束されたコートジボワール共和国軍の兵士

状況によっては、政治的理由などから政府が略奪を奨励する場合もある。第一次コートジボワール内戦では、フランス軍と対立したコートジボワール政府がフランス人やフランスに関連する施設に対する襲撃や略奪を扇動した。

#### 国際法
慣習国際法でも現代の国際法、条約においても、戦争中の略奪行為は禁じられている。古くは南北戦争時のリーバー法、1874年のブリュッセル宣言、オックスフォード・マニュアルに略奪禁止の内容がみられる。1899年及び1907年のハーグ陸戦条約や1954年の武力紛争の際の文化財の保護に関する条約では、軍隊は敵の財産を守るだけでなく、保護をも与えるべきであるとされた。国際刑事裁判所ローマ規程の第8条では、「襲撃により占領した場合であるか否かを問わず、都市その他の地域において略奪を行うこと」は戦争犯罪であると規定されている。第二次世界大戦後は、数々の略奪行為が戦争犯罪として告発された。旧ユーゴスラビア国際戦犯法廷では、被告人の中には略奪の罪で立件された者もいた。
1949年のジュネーヴ第4条約でも、明確に戦争中の文民に対する略奪が禁じられている。

### 考古学調査
英語のルーティング(looting)という言葉は、考古学調査で発掘された物品が、出土した国から発掘者の国へ持ち去られてしまう事例に対しても用いられる。この形態の「略奪」は、王家の谷を中心とした古代エジプトの遺跡で出土したものが、今日数多く大英博物館を始めとするヨーロッパ各地の博物館に展示されているという例が特に知られている。アメンホテプ2世のオベリスクはイギリス・ダラム大学のオリエンタル博物館に、フィラエ神殿のプトレマイオス9世のオベリスクは同じくイギリス・ドーセットのウィンボーンに現在置かれている。この状況についてエジプト側から「略奪」という非難がある一方で、ヨーロッパ人は、自分たちが調査隊を組織し、位置を特定し、発掘調査を行わなかったら、そもそも宝物のほとんどは出土すらしなかったはずだと主張している。ただ最近は、ヨーロッパ各地からエジプトの元あった場所への出土品返還が進んでいる。

### 産業の略奪
第二次世界大戦直後、ソビエト連邦軍はドイツのソ連占領地域（後にポーランドに譲渡される予定だったいわゆる回復領も含む）で組織的な略奪を行った。彼らは工場やインフラ設備から有用な部品や設備を奪い、ソ連本国へ輸送した。

## 非常時の判定
災害によって警察や軍が機能停止して治安が失われると、略奪が起こっても十分に取り締まれなかったり、地域によっては交通が寸断されて鎮圧にも向かえない事態が発生しうる。特に甚大な自然災害が発生して救援が間に合わなくなると、人々は自分が生き残るために周囲から物資をかき集めようとする場合がある。こうした例が略奪にあたるのか、それとも物資を漁っているだけなのかという線引きは難しいところであり、政府の災害処理の悩みどころとなることが多い。

## 著名な略奪

### 征服者・軍人による略奪

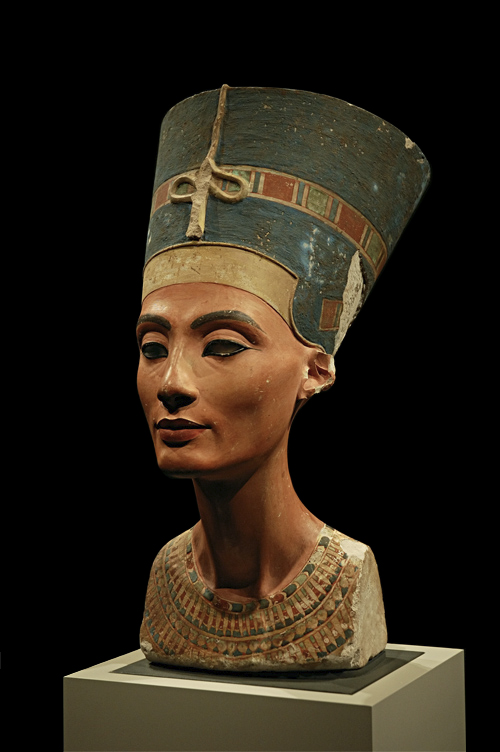
ネフェルティティの胸像は、1912年のテル・エル・アマルナ発掘時にドイツ人が不法に「略奪した」美術品であると指摘されることもある。

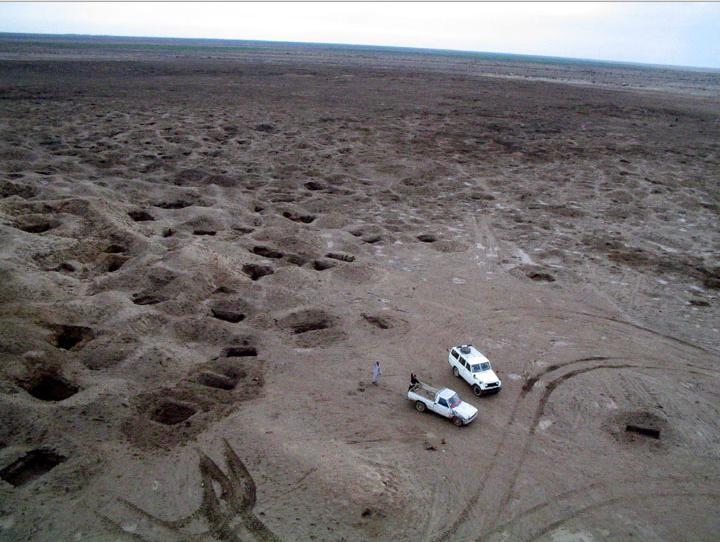
イシン遺跡の略奪者

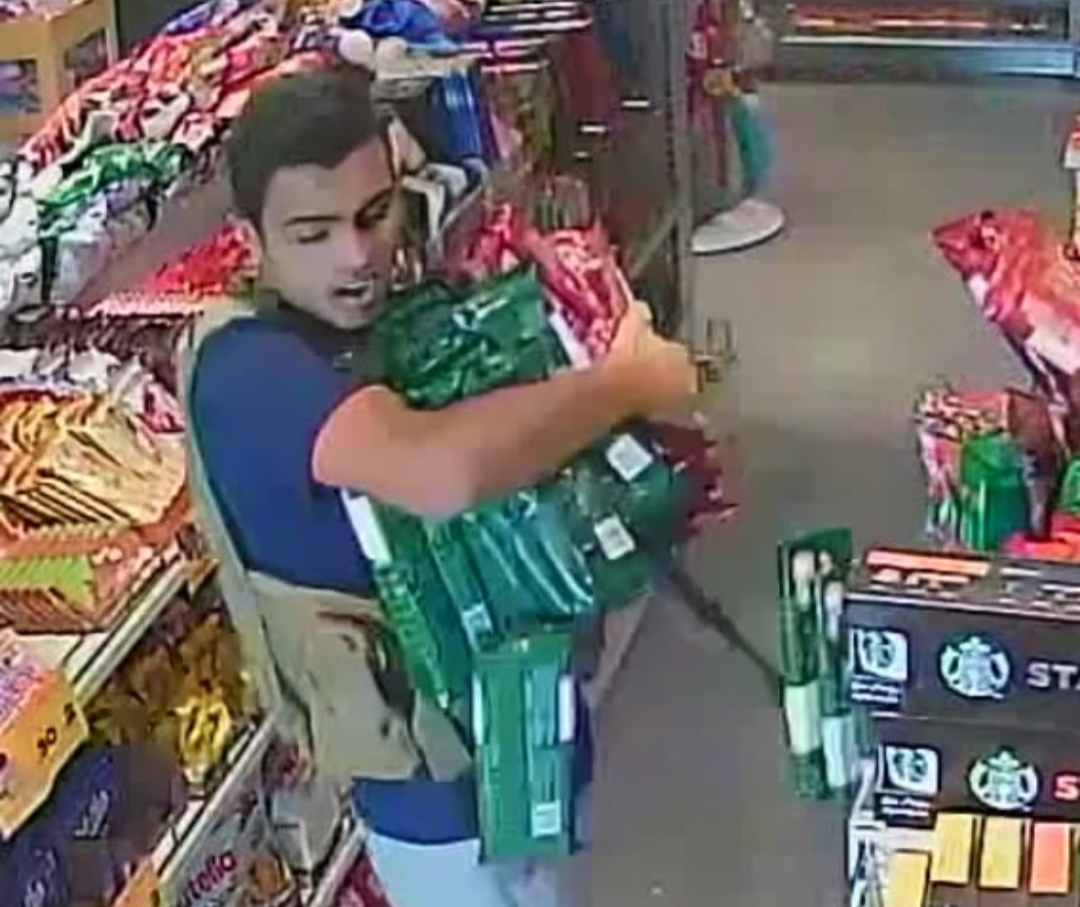
2023年のハマスによるイスラエル攻撃にて商店で略奪するパレスチナ人武装集団

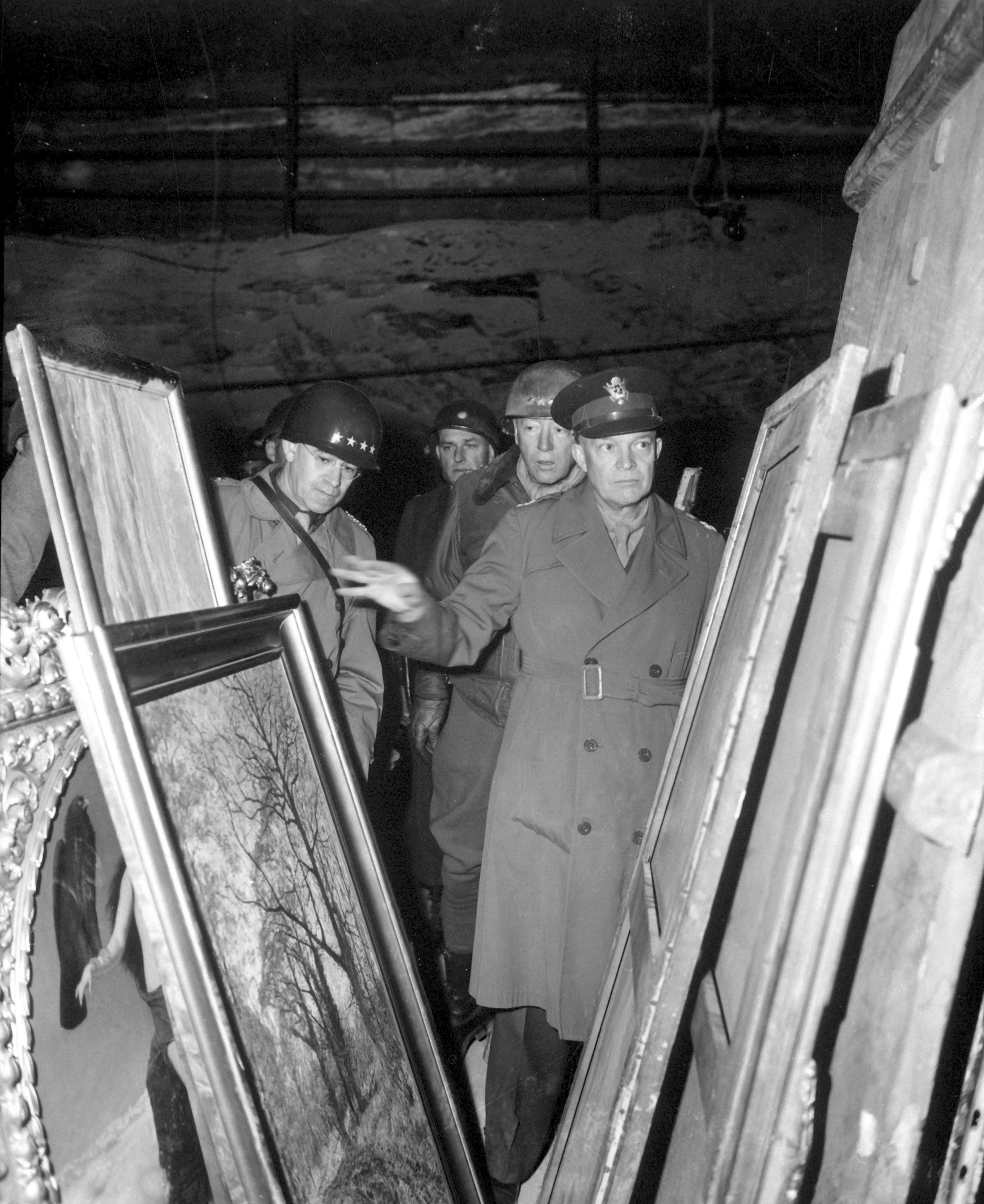
アイゼンハワー将軍、ブラッドレー将軍、パットン中将が、ナチスによって盗まれ、ドイツの塩鉱山に隠されていた美術品を視察（1945年）

- 455年：ヴァンダル人によるローマ略奪。ウァレンティニアヌス3世の死による混乱のうちに行われた。
- 870年：サワーダ・イブン・ムハンマドのアグラブ朝による東ローマ領メリタ（現マルタ共和国、イムディーナ）占領（メリタ包囲戦 (870年)）。街は破壊され、教会は略奪され、住民は虐殺された。教会の大理石が持ち去られ、スース城の建設に用いられた[24]。
- 1000年-1027年：ガズナ朝のマフムードによるインド侵攻。ソムナス、マトゥラー、カナウジといった宗教都市が何度も略奪をうけた
- 1204年：コンスタンティノープルの奪取。第4回十字軍が東ローマ帝国を滅ぼし、その首都を略奪して莫大な富をイタリアに流した。
- 1631年：マグデブルク占領。三十年戦争中、ティリー伯ヨハン・セルクラエス率いる神聖ローマ帝国軍がプロテスタント都市のマグデブルクを占領し、略奪と虐殺を行い、街の人口は3万人から5000人に減った。この事件により、ドイツ語で大量殺戮を意味する「マグデブルク化」（Magdeburgisieren）という言葉が生まれた。
- 1664年：マラーターの指導者シヴァージーによるスーラト占領・略奪
- 1804年-1814年：ナポレオン戦争。ナポレオン1世率いるフランス帝国軍（大陸軍）はヨーロッパ全土で略奪を行った。
- 1812年：バダホス包囲戦。スペインのバダホスを占領したイギリス軍とポルトガル軍が街を略奪した。
- 1860年：円明園略奪　1900年：北京略奪。前者はアロー戦争で清に勝利したイギリス・フランス同盟軍、後者は北清事変での八か国連合軍によるものである[25]。
- 第二次世界大戦中：ナチス・ドイツが絵画保護部隊（Kunstschutz）を中心に、占領地で芸術品の略奪を行った。またソビエト連邦軍も、ドイツやドイツに占領されていたポーランドなど東欧諸国を略奪した（第二次世界大戦中のポーランドにおける略奪）。アジアでも、日本軍が大規模かつ組織的な略奪を行っている。
- 2022年：ロシアによるウクライナ侵攻では、ロシア連邦軍やロシア国家親衛隊がウクライナ国内の民家などから略奪行為を行い、本国へ略奪品を送っている姿が記録されている[26][27]。

### 非軍人による略奪
- 1863年：南北戦争中のニューヨークにおいて、徴兵を拒否するアイルランド系カトリック住民を中心とした暴徒が、プロテスタント、富裕層、自由黒人を標的とした放火、略奪、暴力行為を行った[28]。
- 1939年-1941年：第二次世界大戦中、ドイツ軍の空爆を受けたイギリスの諸都市において、崩壊した建物を子供たち、消防士、また一般大衆が略奪した事件が何度か報告されている[29]。
- 1977年：ニューヨーク大停電の際に、大規模な暴動や略奪が発生している。
- 1989年：アメリカのパナマ侵攻の際、パナマシティで組織的な略奪が起こった。[要出典]
- 1992年：アメリカ・ロサンゼルスで、ロドニー・キング事件を発端として、大規模な暴動と略奪が発生した（ロザンゼルス暴動）。
- 2003年：アメリカ軍のイラク占領の後、警察機能の喪失とアメリカ軍の治安維持活動等閑により、バグダッドを中心に大規模な略奪が起こった。もっともよく知られているのはイラク国立博物館の略奪である。また病院が襲われ、ほとんどの物資を奪われるような事態が起きた。一方で、一般に言われている被害量については誇張された部分もある。イラク国立博物館の例においても、特に重要な品はイラク中央銀行の地下室に秘匿されていた[30]。
- 2005年：ハリケーン・カトリーナに襲われたルイジアナ州ニューオーリンズの水没した地域で、広範な略奪が起こった[31]。
- 2010年：ハイチ地震の際、救援の遅延により市民の不満が高まり、略奪が起こる一方で、略奪者と疑われた人々に対する私刑行為も起こった[32][33]。
- 2011年：ロンドン暴動。若者たちがロンドンの広範囲で略奪を行った[34]。この略奪は組織的なものだったとされている[35]が、黒幕ははっきりしていない。ロンドンでは先述の第二次世界大戦中の他にも、1981年のブリクストン暴動の際にも大規模な略奪が発生している[36]。この2011年の暴動と略奪は、マンチェスターやリヴァプール、バーミンガムにも飛び火した[37]。
- 2015年：メリーランド州のボルチモアで、警察に拘束され死亡したアフリカ系アメリカ人フレディ・グレイの葬儀の後、暴動と略奪が発生した[38]。